# 粗光水蚤
粗光水蚤（学名：Lucicutia gaussae）为光水蚤科光水蚤屬下的一个种。